# ネナド・クルスティチッチ
ネナド・クルスティチッチ（Nenad Krstičić，1990年7月3日 - ）は、ユーゴスラビア（現セルビア）・ベオグラード出身の元サッカー選手。ポジションはミッドフィールダー。

## 経歴

### クラブ
OFKベオグラードでキャリアをスタートさせ、2008年9月に18歳でイタリアのUCサンプドリアへ移籍。ところが、加入間もない11月に悪性リンパ腫が見つかり、長期間の闘病生活を強いられることになった。この困難を克服し、約1年半後の2010年4月にユースチームの試合で復帰。2010-11シーズンには、UEFAヨーロッパリーグの試合でトップチームデビューを果たした。2015年2月2日、セリエBのボローニャFCへ期限付き移籍した。
2016年7月18日、UCサンプドリアとの契約解消を発表。同年7月25日、スペインのデポルティーボ・アラベスと2年契約を交わした。
2017年8月23日、レッドスター・ベオグラードと2年契約を交わした。
2019年1月4日、AEKアテネFCに移籍した。

### 代表
アンダー世代のセルビア代表としてプレー。
2012年10月にシニシャ・ミハイロヴィッチ監督が率いるA代表に初招集。2013年2月6日のキプロス戦でA代表デビューを果たした。

## 所属クラブ
- OFKベオグラード 2007-2008
- UCサンプドリア 2008-2016

→ ボローニャFC 2015 (loan)
- デポルティーボ・アラベス 2016-2017
- レッドスター・ベオグラード 2017-2019
- AEKアテネFC 2019-

## タイトル
レッドスター・ベオグラード
- スーペルリーガ : 2017-18